# Hendrik Jut

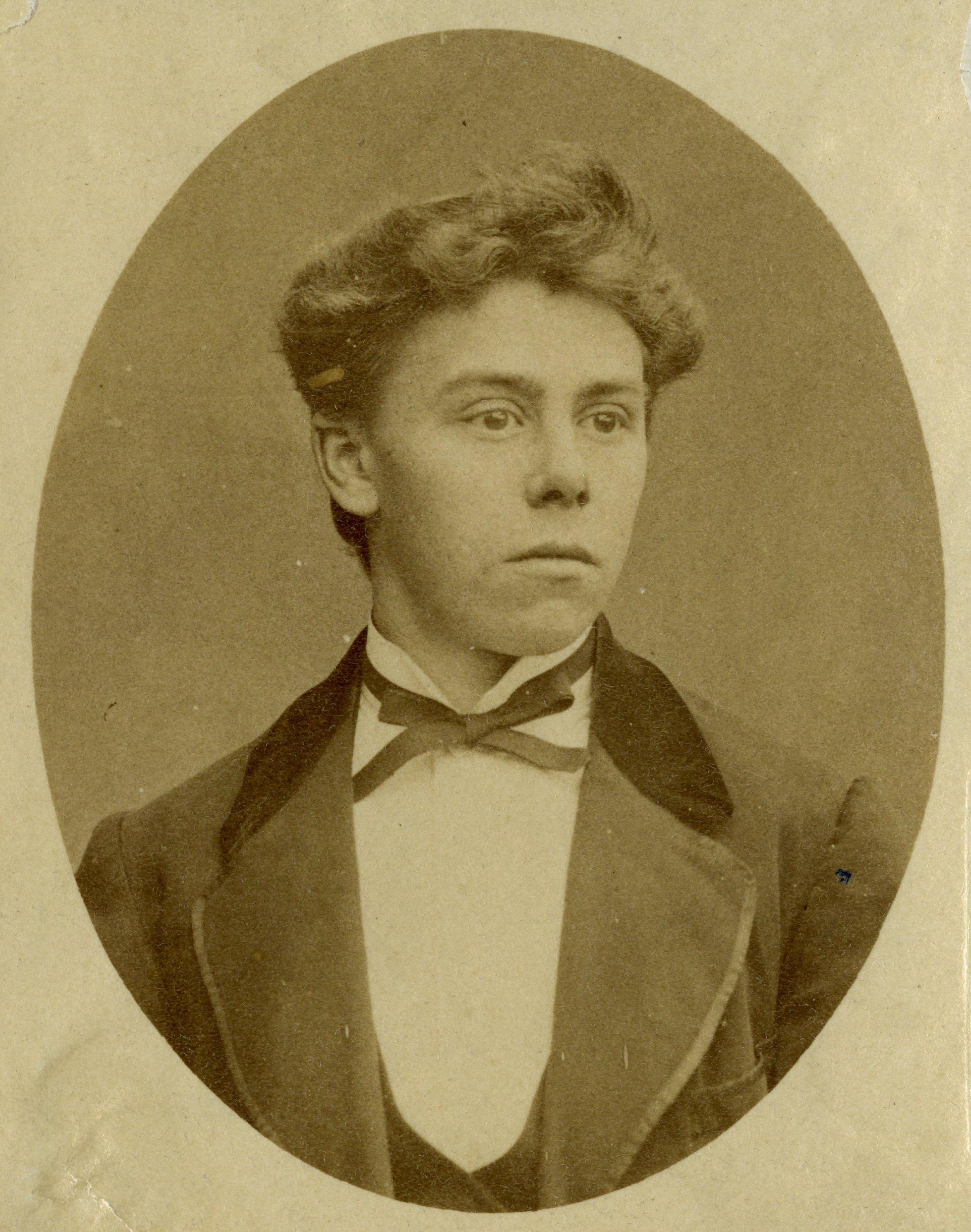
Hendrik Jut

Hendrik Jacobus Jut ('s-Gravenhage, 19 juli 1851 – Leeuwarden, 12 juni 1878) was een kelner uit 's-Gravenhage, wiens hoofd (de kop van Jut) in Nederland spreekwoordelijk is geworden door de volkswoede die hij opriep doordat hij een dubbele moord pleegde op 13 december 1872.

## Levensloop
Jut werd geboren in 's-Gravenhage als buitenechtelijk kind van Maria Geertruida Jut. Hij trad in dienst bij het leger en kreeg een aanstelling bij het regiment huzaren te Haarlem. Door de gevolgen van een val van zijn paard raakte hij ongeschikt voor het leger en werd wegens "lichaamsgebreken" uit militaire dienst ontslagen. Daarop ging hij werken in het Bath Hotel aan de Boompjes in Rotterdam. Omstreeks 1870 ging Jut eerst in Scheveningen als kelner werken, gevolgd door Hotel Pico aan het Spui in 's-Gravenhage. Daar kreeg hij een relatie met Christina Goedvolk (1847-1926), die als ongehuwde moeder in Delft al twee vroeg gestorven kinderen had gehad. In maart 1872 vertrokken ze beiden bij Hotel Pico, waarna Jut een zomer in het Grand Hôtel des Bains in Scheveningen werkte. Goedvolk werkte in 1872 korte tijd als dienstbode bij de rijke weduwe Maximiliana Theodora van der Kouwen-ten Cate, die in 1862 een zesde van het vermogen van haar zus Geertruida Löschen-ten Cate (eerder weduwe van de zeer welgestelde reder Jan Bonn) had geërfd ter waarde van ƒ 39.771,20½. Dit vertegenwoordigt in 2021 ongeveer € 441.000.

## De moord

### Toedracht
Christina werd in 1872 zwanger van Jut en het paar kreeg geldproblemen, omdat hij zijn baan was kwijtgeraakt. Ze dachten aan de rijke weduwe, die de gewoonte had aan allerlei mensen, ook haar dienstbode, openlijk haar juwelen en andere bezittingen te laten zien en besloten haar te beroven. Jut leende van zijn moeder tien gulden om twee pistolen en een dolk aan te schaffen. Jut had al enige dagen lang het huis geobserveerd. Het zou gebeuren op sinterklaasavond, maar omdat de nieuwe dienstbode Leentje Beeloo argwaan kreeg, ging het niet door. Op 13 december 1872 toog hij opnieuw met Christina naar het huis van Van der Kouwen aan de Haagse Bogt van Guinea. Terwijl Christina op de bovenverdieping de weduwe afleidde stak hij eerst Leentje Beeloo dood. Daarna riep hij de oude dame naar beneden met de woorden "Mevrouw, Leentje is van d'r zelven gevallen" en doodde ook haar, nadat ze er eerst nog in geslaagd was hem te verwonden. Jut en Goedvolk gingen ervandoor met kostbaarheden, effecten en geld.
Dagenlang was 's-Gravenhage in rep en roer. Een verdachte werd gearresteerd en de volkswoede richtte zich op hem. Hij probeerde zich in zijn cel op te hangen. Daarna werden nog twee personen opgepakt, maar eind 1873 moest de politie hen alle drie laten gaan.

### Vlucht
Jut en Goedvolk trouwden op 19 februari 1873. Ze vertrokken naar New York, waar ze in het St. Nicholas Hotel aan Broadway verbleven. Ze verkochten de sieraden voor 320 dollar en verzilverden de effecten voor ruim tienduizend dollar. Ze keerden al na twee maanden terug naar Nederland en gingen wonen in Vught, waar op 2 juli 1873 hun dochter Angelica Arabella Cassandra Christina werd geboren. Het paar kende echter geen rust. In februari 1874 vertrokken de Juts naar Zuid-Afrika, maar in de herfst van dat jaar keerden ze opnieuw terug naar Nederland. Ze vestigden zich in Rotterdam, waar Hendrik een koffiehuis kocht. Zij kregen op 7 april 1875 een tweede dochter die slechts een dag geleefd heeft.

### Arrestatie en rechtszaak

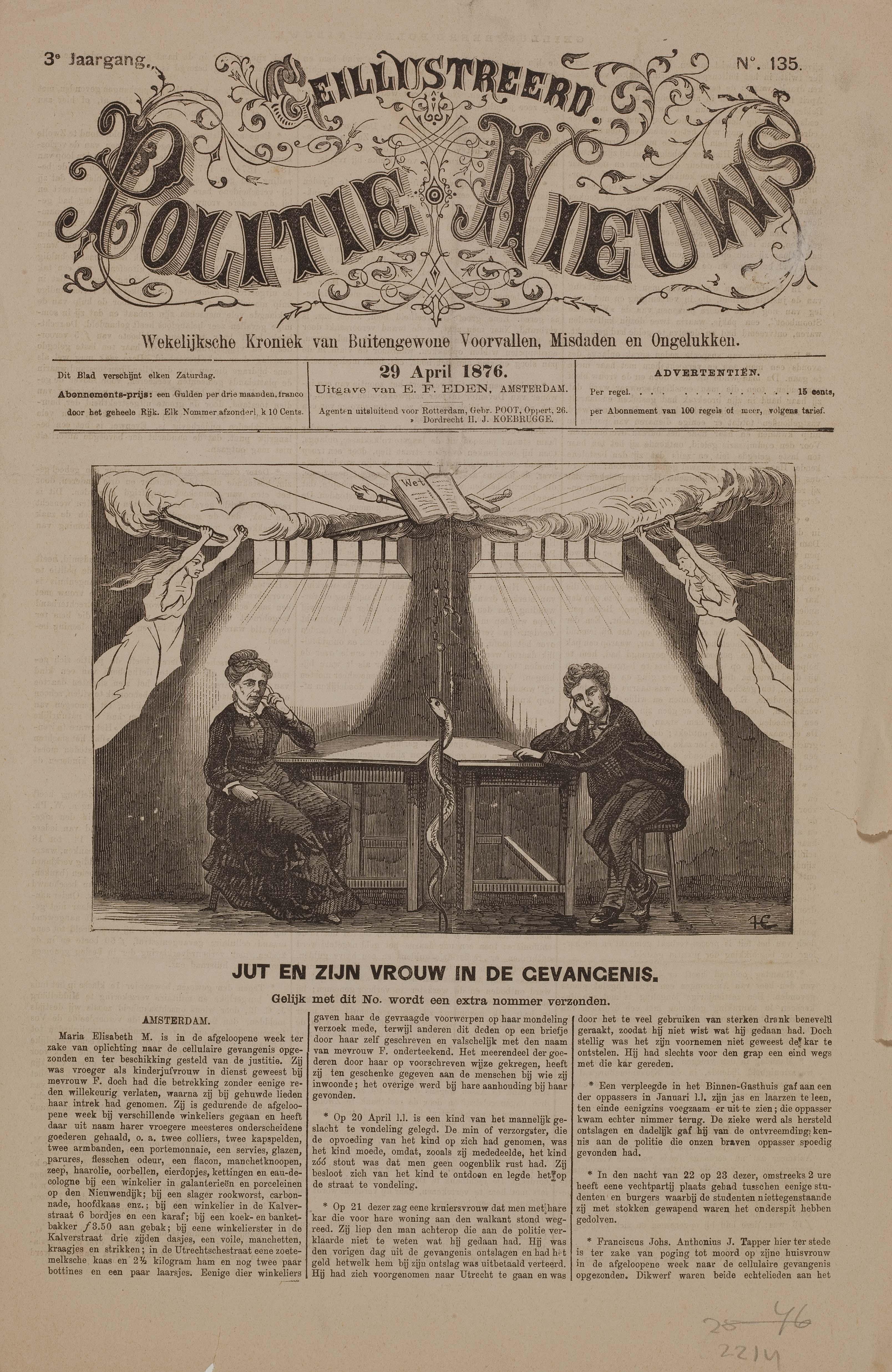
Illustratie van Geïllustreerd Politie-Nieuws met een gravure van Jut en Goedvolk

In diezelfde maand praatte Jut zijn mond voorbij tegen een zekere Jan Roelfs, die zich had afgevraagd hoe het kwam dat hij zo rijk was. Al snel werden Jut en zijn vrouw gearresteerd. Bij huiszoeking werd als onomstotelijk bewijs een brief gevonden die de vermoorde weduwe bewaard had van wijlen haar echtgenoot. De publieke aandacht was enorm en Jut werd in de kranten gepresenteerd als de grootste, meest gewetenloze moordenaar uit de geschiedenis. In alle Haagse etalages konden de portretten van de "monsterlijke daders" worden aangetroffen en in de boekhandels waren verschillende brochures over de zaak verkrijgbaar. De dubbele roofmoord trok niet alleen aandacht door de zeldzaamheid (een moord kwam indertijd weinig voor in Nederland, laat staan een tweevoudige), de gruwelijkheid van het gebeuren, maar ook door het gevoel van onveiligheid die ze veroorzaakte: het had 2½ jaar geduurd voordat de daders gevonden waren.
Op 15 maart 1876 bepaalde het gerechtshof ’s-Gravenhage, door middel van een beslissing genaamd arrest van teregtstelling, dat er voldoende belastend onderzoeksmateriaal was verzameld om de beide verdachten in het openbaar terecht te laten staan. Hierna was het aan het openbaar ministerie om de aan de verdachten te maken verwijten nader en preciezer te formuleren. Dit gebeurde door middel van de acte van beschuldiging d.d. 31 maart 1876, ondertekend door advocaat-generaal C.F.Th. van Maanen. De rechtszaak werd uiteindelijk verdeeld over drie opeenvolgende zittingsdagen, donderdag 27 tot en met zaterdag 29 april 1876. Jut werd bijgestaan door de advocaat Pieter Cort van der Linden, de latere voorzitter van de ministerraad. Christina had als raadsman Willem Thorbecke, zoon van staatsman Johan Rudolph Thorbecke en zelf later landsadvocaat.

### Veroordeling
Het hof deed uitspraak op 6 mei 1876. Jut kreeg levenslang voor dubbele moord. Veel mensen vonden dat niet genoeg. Zij wensten voor Jut de doodstraf, maar die was in 1870 afgeschaft. Uit angst voor een lynchpartij werd hij overgebracht naar de strafgevangenis van Leeuwarden, waar hij twee jaar later op 26-jarige leeftijd overleed.
Christina werd wegens diefstal veroordeeld tot twaalf jaar tuchthuis.

## Kop-van-jut

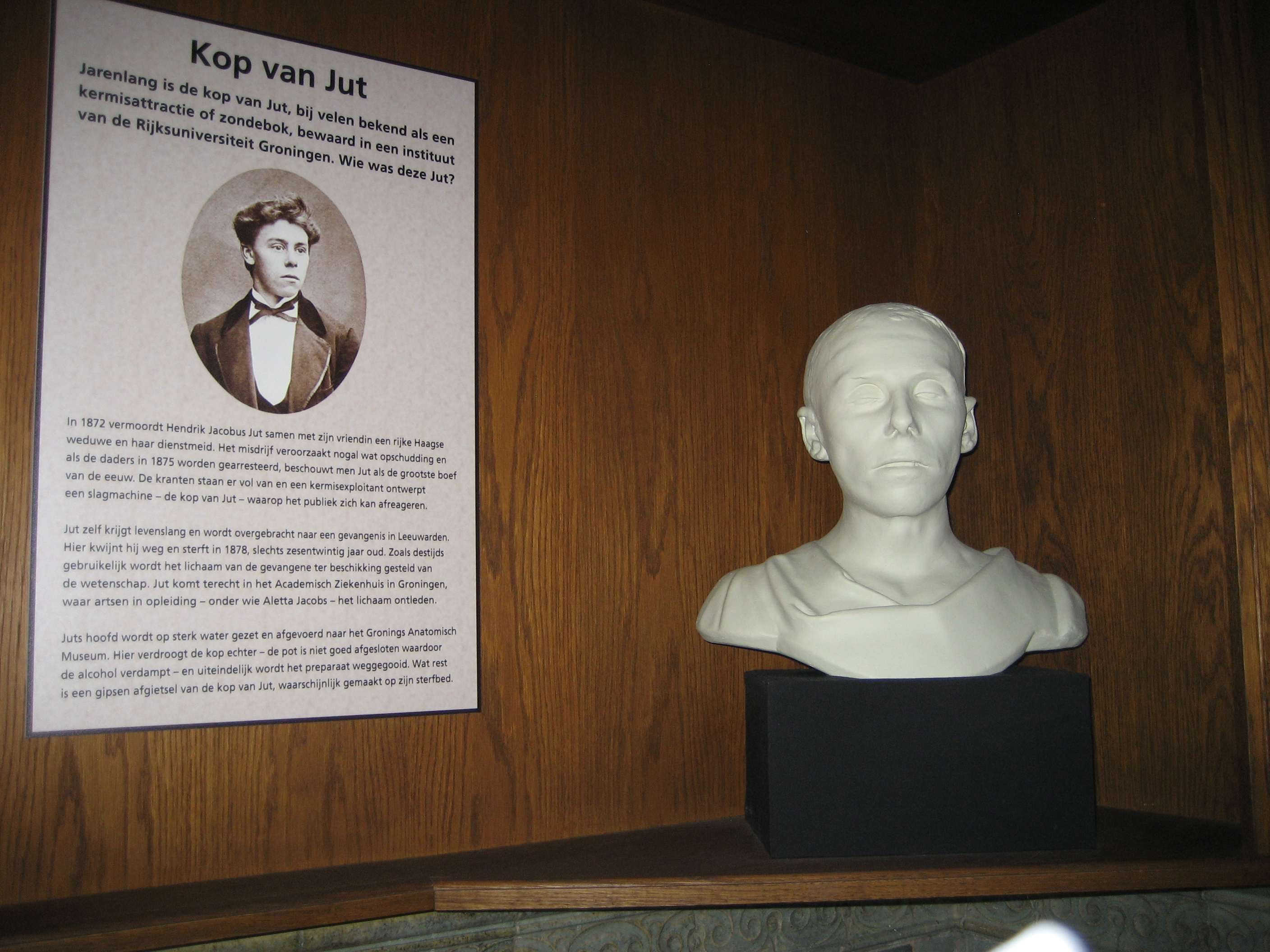
Gipsen afgietsel van het hoofd van Hendrik Jut in het Universiteitsmuseum te Groningen

Een kermisuitbater maakte de volkswoede te gelde door een al bestaande attractie die 'Tête de Turc' heette (Frans voor Turks hoofd) kop-van-jut te noemen. Daardoor ontstond de Nederlandse uitdrukking: "de kop van Jut zijn", het moeten ontgelden, de zondebok zijn.
Het echte hoofd van Jut werd na zijn dood op sterk water gezet en is jarenlang te zien geweest in het anatomisch museum (het "Kabinet van Camper") van de Rijksuniversiteit Groningen. De fles waarin zijn hoofd werd bewaard was niet goed afgesloten, daardoor verdampte het conserveermiddel en is het hoofd verloren gegaan. Wat nog rest is een gipsen afgietsel van het hoofd in het Universiteitsmuseum.

## Christina's verdere leven
Christina Jut-Goedvolk kwam in 1888 vrij, maar werd in 1890 opnieuw tot een half jaar cel veroordeeld, omdat ze twee paraplu's en twee stukken zeep had gestolen. Ze vestigde zich in 1892 in Haarlem en hertrouwde op 4 maart 1896 met een Duitser, de smid Albert Münnemann. Haar dochter kreeg per koninklijk besluit van 14 juni 1898 – zij was toen 25 jaar en al getrouwd met een zekere Sonneville – ook de achternaam Münnemann, in plaats van de beruchte naam Jut. De jongere zus van Hendrik Jut, Catharina Maria Jut (geboren te 's-Gravenhage op 15 oktober 1853), had per koninklijk besluit van 12 januari 1879 al haar achternaam laten wijzigen in Haffner, naar haar stiefvader.
Nadat Münnemann in 1907 overleed, had Christina het niet makkelijk. In sommige kranten van 14 juli 1908 verscheen het onjuiste bericht dat zij vermoord zou zijn aangetroffen in een volkslogement in Oudewater. Toen zij als 70-jarige "weduwe Munnema" in aanmerking wilde komen voor een Haarlemse hofjeswoning werd die haar geweigerd op grond van haar liederlijke levenswandel, haar verhouding met een 27-jarige tuindersknecht en drankmisbruik. Op 17 september 1920 verkreeg zij onderkomen in het stadsarmenhuis in Haarlem. Ze stierf in 1926 op 79-jarige leeftijd.

## Plaats delict
De straat waar de moord had plaatsgevonden, de Bogt van Guinea, werd na deze affaire op verzoek van de bewoners in 1873 omgedoopt tot Huijgenspark. Op 13 februari 1996 besloten Burgemeester en Wethouders van 's-Gravenhage de oude naam in ere te herstellen, maar nu met ch in plaats van een g, door een pad in het park deze naam te geven.
- Nederlandse Thesaurus van Auteursnamen: 131499262
- Virtual International Authority File: 289421489